# Гредкув
Гредкув (або Гретьков, пол. Hredków) — село в Польщі, у гміні Савин Холмського повіту Люблінського воєводства. Населення — 47 осіб (2011).

## Історія
У 1975—1998 роках село належало до Холмського воєводства.

## Демографія
Демографічна структура станом на 31 березня 2011 року:
|          | Загалом | Допрацездатний вік | Працездатний вік | Постпрацездатний вік |
| -------- | ------- | ------------------ | ---------------- | -------------------- |
| Чоловіки | 24      | 5                  | 14               | 5                    |
| Жінки    | 23      | 8                  | 11               | 4                    |
| Разом    | 47      | 13                 | 25               | 9                    |

## Особистості

### Народилися
- Марія Дімун (1935—2007) — українська художниця декоративно-ужиткового мистецтва[2].